# Ella Mai (álbum)
Ella Mai é o álbum de estúdio de estreia da cantora e compositora britânica homônima. Seu lançamento ocorreu em 12 de outubro de 2018, por intermédio da 10 Summers e da Interscope Records.. Contando com a produção executiva de DJ Mustard, contém as participações musicais de Chris Brown, H.E.R. e John Legend.

## Lista de faixas
| N.º | Título                              | Compositor(es) | Produtor(es)                         | Duração |  |
| 1.  | "Emotion"                           | Myles Jason Howell |                                      | 0:12    |  |
| 2.  | "Good Bad"                          | J. Warner, Ella Mai, Nana Rogues                                                                                              | Rogues                               | 3:49    |  |
| 3.  | "Dangerous"                         | Bryan-Michael Cox, Charles 'Prince Charlez' Hinshaw, Mai                                                                      | Cox                                  | 4:39    |  |
| 4.  | "Sauce"                             | Quintin Gulledge, Mai, Dijon McFarlane, Varren Wade                                                                           | DJ Mustard, Gulledge[B]              | 3:04    |  |
| 5.  | "Whatchamacallit" (com Chris Brown) | | DJ Mustard, Holt[A]                  | 3:00    |  |
| 6.  | "Cheapshot"                         | Harmony Samuels, Mai, Wade, Shawn Butler, Edgar Etienne                                                                       | H*Money                              | 4:01    |  |
| 7.  | "Shot Clock"                        | Micah | DJ Mustard                           | 3:21    |  |
| 8.  | "Boo'd Up"                          | Mai, Joelle James, McFarlane, Larrance "Rance" Dopsin                                                                         | DJ Mustard, Rance[A]                 | 3:59    |  |
| 9.  | "Everything" (com John Legend)      | McFarlane, Gulledge, Mai, Jeff Shum, Dayyon Alexander                                                                         | Rush Hr., DJ Mustard[A], Gulledge[B] | 3:01    |  |
| 10. | "Own It"                            | David Brown, Mai, Marocs Palacios, Miykal Snoddy, Eric Bishop, Billy Moss                                                     | Kosine, Snoddy                       | 4:11    |  |
| 11. | "Run My Mouth"                      | McFarlane, Mai, Harlowe | DJ Mustard                           | 2:35    |  |
| 12. | "Gut Feeling" (com H.E.R.)          | McFarlane, Caroline Ailin, Gabriella Wilson, Mai, Brandon Treyshun Campbell, Gulledge                                         | DJ Mustard                           | 3:56    |  |
| 13. | "Trip"                              | McFarlane, Mai, Wade, Gulledge, Cyril Ndlovu                                                                                  | DJ Mustard, Gulledge, ThatGuyCTN[B]  | 3:34    |  |
| 14. | "Close"                             | Mai, Wade, McFarlane, Bulledge                                                                                                | DJ Mustard, Gulledge[B]              | 4:12    |  |
| 15. | "Easy"                              | Peder Losnegård, Mai, Charles, McFarlane, Robbie Grey, Gary McDowell, Richard Brown, Michael Conroy, Stephen Walker, Gulledge | Lido, DJ Mustard[A], Gulledge[B]     | 4:32    |  |

| Faixa exclusiva da Target |         | |                                                             |         |  |
| N.º                       | Título  | Compositor(es) | Produtor(es)                                                | Duração |  |
| 16.                       | "Naked" | Samuel Jean, Mai, McFarlane Hook, Daniel Jean, Omer Fedi, Paul Jean, Nathalie Jean, Timothy Jean, Dimi Sloane Sesson II, Giscard Friedman, Andrew Groziuso | DJ Mustard, Fedi[A], Groziuso[A], Sesson II[A], Friedman[A] | 3:17    |  |

| Faixa bônus da edição japonesa |                                              |         |  |
| N.º                            | Título                                       | Duração |  |
| 17.                            | "Boo'd Up (Remix)" (com Nicki Minaj & Quavo) | 3:37    |  |
| Duração total:                 | Duração total:                               | 59:07   |  |

Notas
A  - denota co-produtores
B  - denota produtores adicionais
Créditos de demonstração
- "Shot Clock" contém uma interpolação de "Legend", interpretada por Drake, escrita por Aubrey Graham, PartyNextDoor, Benjamin Bush, Static Major, Quentin Miller e Timbaland.
- "Own It" contém uma demonstração de "T-Shirt & Panties", interpretada por Adina Howard e Jamie Foxx, escrita por Jamie Foxx e Billy Moss.
- "Easy" contém uma interpolação de "I Melt with You", interpretada por Modern English, escrita por Robbie Grey, Gary McDowell Richard Brown, Michael Conroy e Stephen Walker.

## Certificações
| País                  | Certificação | Vendas    |
| --------------------- | ------------ | --------- |
| Estados Unidos (RIAA) | 2× Platina   | 2.000.000 |
| Reino Unido (BPI)     | Ouro         | 100.000   |
| Canadá (MC)           | Ouro         | 40.00     |
| Nova Zelândia (RMNZ)  | Ouro         | 7.500     |